# Air Thanlwin
Air Thanlwin (eerder bekend als Yangon Airways) is een binnenlandse Myanmarese luchtvaartmaatschappij met haar thuisbasis in Yangon.

## Geschiedenis
Het toenmalige Yangon Airways is opgericht in 1996 door Myanma Airways en MHE Mayflower Co. In 2019 werd de naam veranderd in Air Thanlwin.

## Vloot
De vloot van Air Thanlwin bestaat uit: (december 2007)
- 2 ATR72-200